# SANS Institute
Pour les articles homonymes, voir Sans.
Le Sans Institute (SysAdmin, Audit, Network, Security) est une entreprise américaine fondée en 1989 dans le domaine de la  cybersécurité et de la sécurité des systèmes d'information.
Sans Institute est également une université de formation aux technologies de sécurité. Elle apparait comme une référence dans la presse spécialisée.[réf. nécessaire]